# Ambasada Szwecji w Polsce

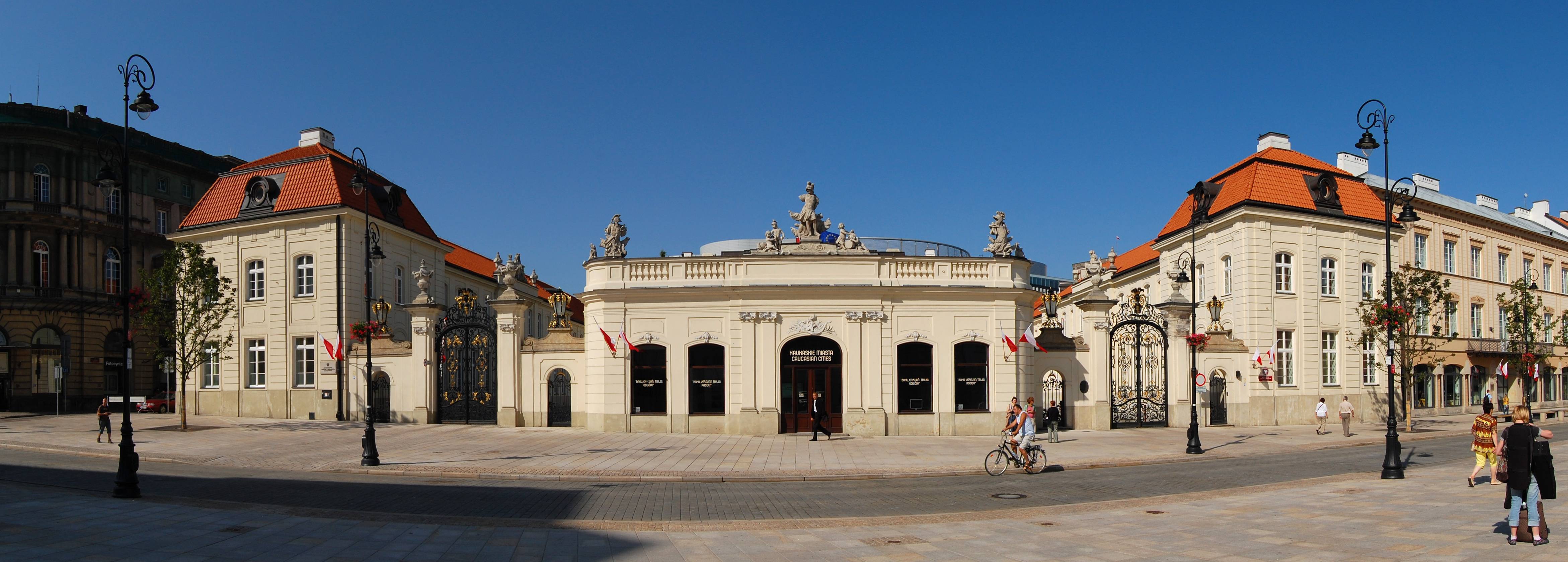
Dawna siedziba Poselstwa Szwecji w pałacu Potockich przy ul. Krakowskie Przedmieście (1924-1927)

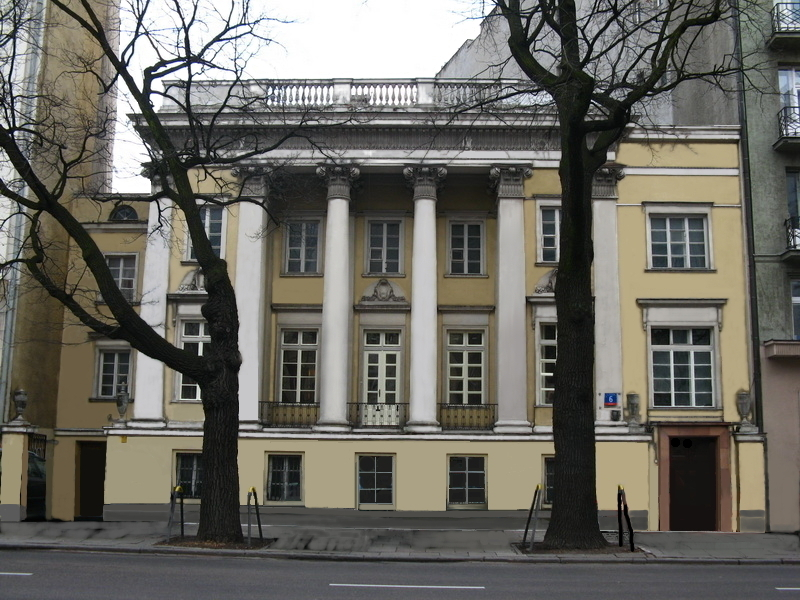
Dawna siedziba Poselstwa Szwecji w al. Szucha (1935-1938)

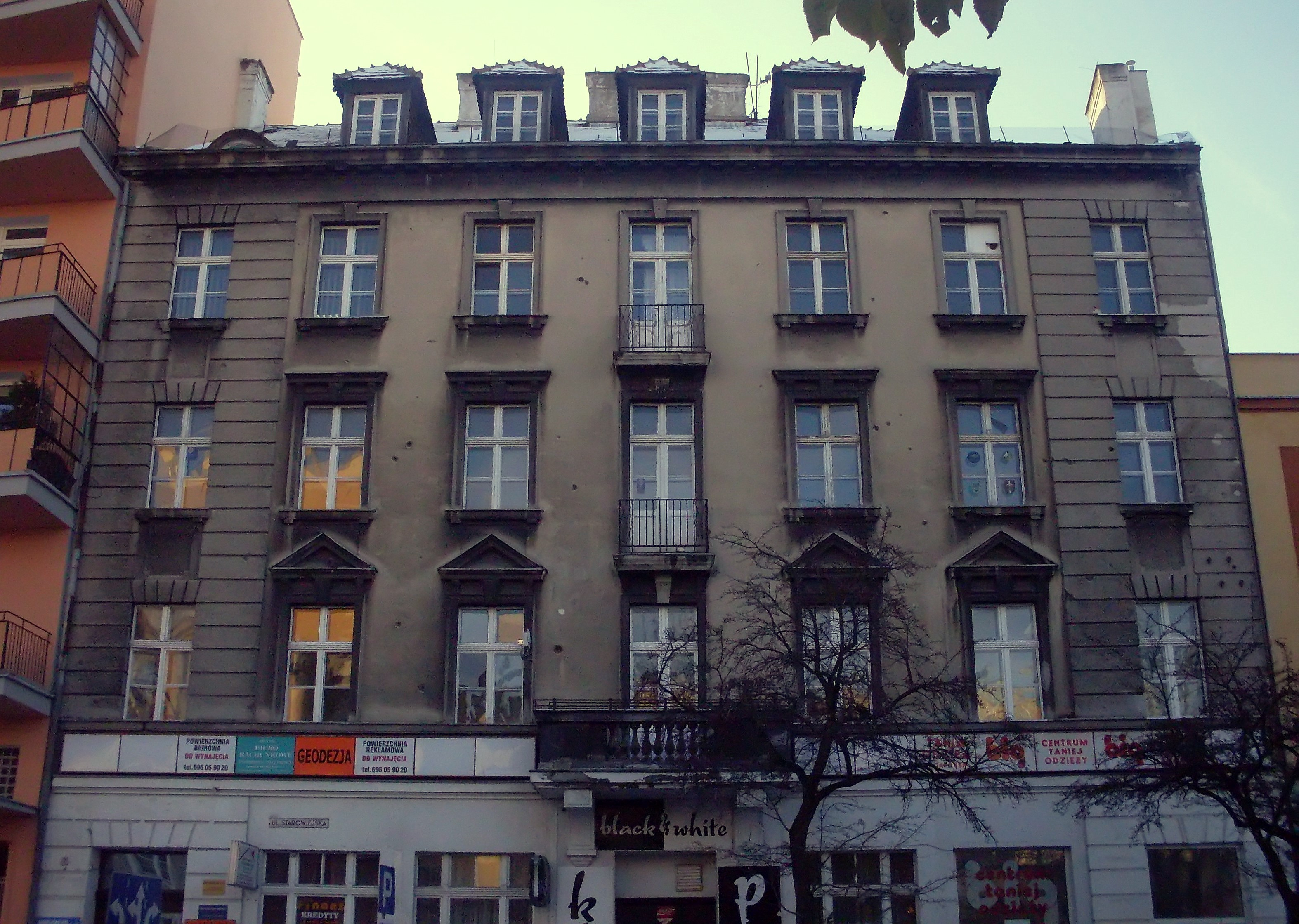
Dawna siedziba Konsulatu Szwecji w b. hotelu Centralnym w Gdyni (1946)

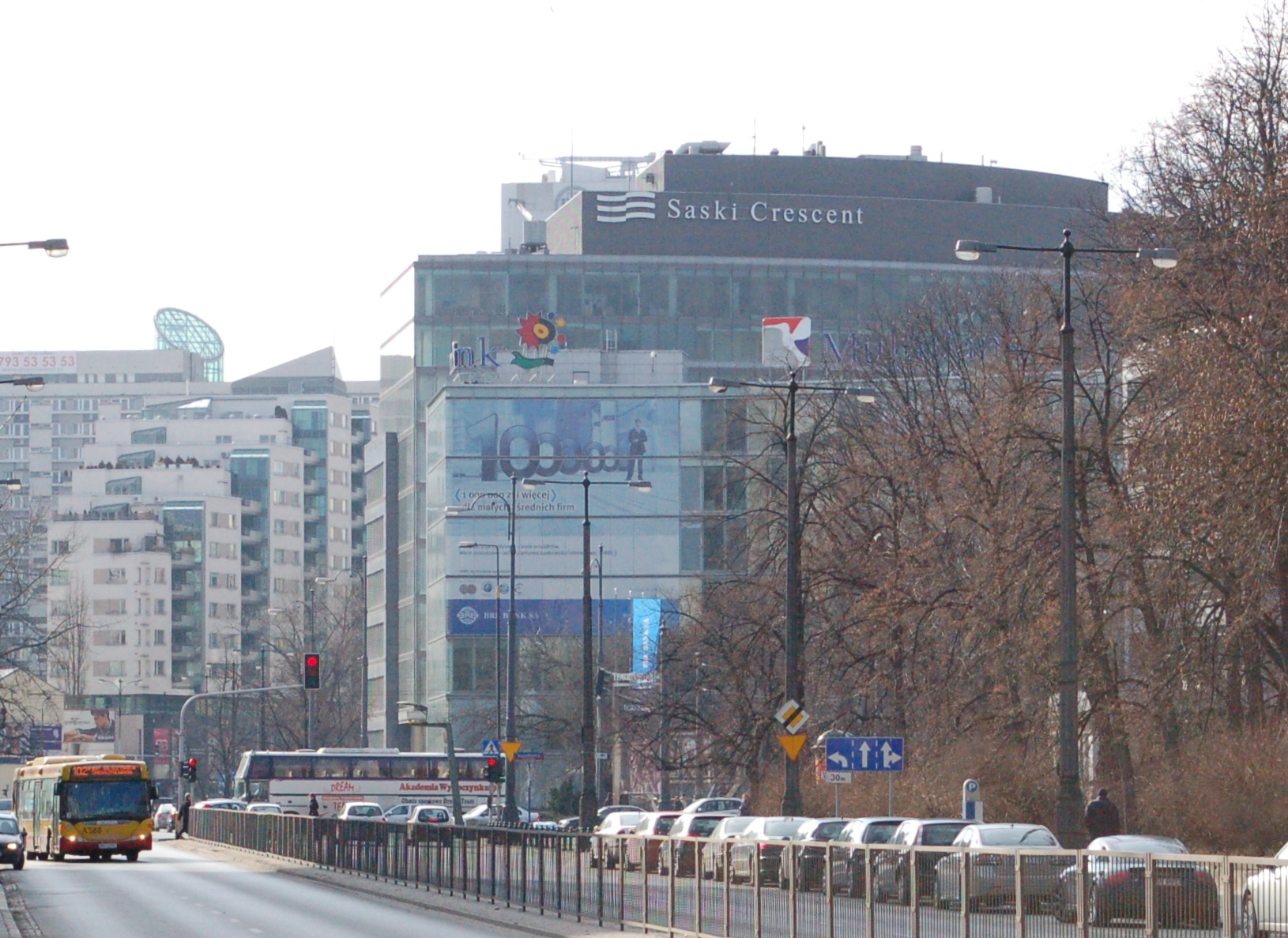
Dawna siedziba Wydziału Handlowego Ambasady Szwecji/Business Sweden przy ul. Królewskiej (2010-2012)

Ambasada Szwecji w Polsce, Ambasada Królestwa Szwecji (szw. Sveriges ambassad i Polen) – szwedzka placówka dyplomatyczna znajdująca się w Warszawie przy ul. Bagatela 3.

## Podział organizacyjny
W skład ambasady wchodzi m.in. Biuro Radcy Handlowego, Business Sweden (b. Szwedzka Rada ds. Handlu, szw. Exportrådet, ang. Swedish Trade Council), ul. Czackiego 7–9.

## Historia

### Do I wojny światowej
Stałe poselstwo Szwecji funkcjonowało w Warszawie w latach 1719–1795.
W ramach bilateralnych stosunków Szwecji z Rosją funkcjonował konsulat tego kraju w Warszawie, m.in. przy ul. Królewskiej 29 (1876–1880), kamienica obecnie nie istnieje, w kamienicy Kazimierza Granzowa przy ul. Marszałkowskiej 64 (1881–1885), obecnie nie istnieje, przy ul. Marszałkowskiej 41 (1887), obecnie nie istnieje, w pałacu Blocha przy ul. Marszałkowskiej 154 (1888–1905), obecnie nie istnieje, ul. Leszno 27 (1908–1912), obecnie nie istnieje, czy w budynku szwedzkiego Towarzystwa Telefonów „Cedergren” przy ul. Zielnej 37 (1913).
W okresie Unii szwedzko-norweskiej (1814−1905) konsulat reprezentował oba państwa.
Od 1652 Szwecja utrzymywała akredytowanego przedstawiciela (rezydenta) lub konsula w Gdańsku, m.in. przy Hundegasse 265, obecnie ul. Ogarna 44 (1839–1844), Hundegasse 124 (1870-1974), Schmiedegasse 27, ul. Kowalska (1876), Heilige-Geist-Gasse 56, ul. św. Ducha (1878), Hundegasse 30 (1880-1886), Poggenpfuhl 3, ul. Żabi Kruk (1888–1890), Brotbankengasse 9, ul. Chlebnicka (1897), Brotbankengasse 19, ul. Chlebnicka (1898), Kohlenmarkt 12, Targ Węglowy (1899–1901), St. Elisabeth-Wall 6, Wały Jagiellońskie (1902–1911), Langer Markt 20, Długi Targ (1912–1936).

### Po I wojnie światowej
Polska nawiązała stosunki dyplomatyczne ze Szwecją w 1919. Szwecja umieściła swoje poselstwo w budynku dotychczasowego konsulatu przy ul. Zielnej 37 (1919–1922), następnie w pałacu Potockich przy ul. Krakowskie Przedmieście 15 róg ul. Ossolińskich 4 (1923–1927), przy ul. Królewskiej 3 (1928-1934, obiekt nie istnieje) oraz w neorenesansowym pałacyku Szucha/Dowgiałły z 1913 w al. Szucha 8 (1935–1938). W latach 1936–1938 Szwecja wybudowała kosztem 600 tys. koron szwedzkich budynek poselstwa (arch. Curt Björklund) przy ul. Bagatela 3, który jej służy do dziś. Wykonawcą była firma Dłuski & Puzyna. W 1939 obiekt został uszkodzony w trakcie nalotu niemieckiej Luftwaffe, w którym zginęło 2 członków personelu poselstwa. W 1944 budynek uległ dalszej dewastacji, również częściowemu spaleniu.
W czasie wojny polsko-bolszewickiej, w sytuacji zagrożenia zajęcia Warszawy, personel poselstwa był ewakuowany okresowo (od początku sierpnia 1920) do Poznania.
Szwecja utrzymywała też:
- konsulat w Wolnym Mieście Gdańsku (–1945): przy Langer Markt 20 (Długi Targ) (1912–1936), Hansaplatz 2 (nie istnieje, ob. miejsce popularnego biurowca Zieleniaka) (1938–1942), Stadtgraben 6 (Podwale Grodzkie) (1938–1942),
- wicekonsulat w Katowicach przy ul. Rymera 3 (1938).

W latach 1935–1939 w Warszawie funkcjonowała Biblioteka Szwedzka, w 1939 przy ul. Królewskiej 3, budynek nie istnieje.

### Po II wojnie światowej
Po II wojnie światowej reaktywowano stosunki dyplomatyczne na szczeblu poselstw. W 1945 mieściło się ono w hotelu Polonia w al. Jerozolimskich 45. Następnie po odbudowie w 1945 przeniesiono się do własnego obiektu przy ul. Bagatela. W 1956 podniesiono rangę poselstwu do szczebla ambasady. Jej budynek modernizowano i rozbudowywano, w 1989 i 1999.
W latach 1945–1954 funkcjonował konsulat Szwecji w Gdańsku w Dworze Uphagena przy ul. Grunwaldzkiej 5, wraz z biurem w hotelu Centralnym w Gdyni, przy ul. Starowiejskiej 1, przez wiele lat w Gdyni w Domu Marynarza Szwedzkiego (w jęz. szwedzkim nazywany Svenska sjömanskyrkan i Gdynia → Szwedzkim Kościołem Marynarzy w Gdyni) z 1936 (proj. Stanisław Płoski) przy ul. Jana z Kolna 25 (1964–1975–2000), zaś w latach 1998–2008 konsulat generalny w Gdańsku przy ul. Chmielnej 101–102. W latach 1948–1993 Szwecja utrzymywała też konsulat w Szczecinie, m.in. przy ul. Bolesława Prusa 4 (1960), ostatnio w al. Niepodległości 17 (1991).
Współcześnie Wydział Handlowy ambasady mieścił się wcześniej przy ul. Pytlasińskiego 13a (1991–1996), ul. Wołodyjowskiego 74 (2001–2004), ul. Królewskiej 16 (2006–2011), następnie przy ul. Czackiego 7/9 (od 2011).
Wydział Wizowy umieszczono przy ul. Miłobędzkiej 12 (1991–1993).

## Ambasadorzy Szwecji w Polsce po 1918
| Imię i nazwisko       | Okres urzędowania | Tytuł             |
| --------------------- | ----------------- | ----------------- |
| Carl Ivan Danielsson  | 1919–1920         | Chargé d’affaires |
| Cossva Anckarsvärd    | 1920–1931         | Poseł             |
| Einar Hennings        | 1931–1934         | Poseł             |
| Erik Boheman          | 1934–1937         | Poseł             |
| Joen Lagerberg        | 1937–1939         | Poseł             |
| brak                  | 1939–1945         | -                 |
| Claes Westring        | 1945–1948         | Poseł             |
| Gösta Engzell         | 1949–1951         | Poseł             |
| Eric von Post         | 1951–1956         | Poseł             |
| Gunnar Reuterskiöld   | 1956–1956         | Poseł             |
| Gunnar Reuterskiöld   | 1956–1959         | Ambasador         |
| Ragnvald Bagge        | 1959–1962         | Poseł             |
| Erik Kronvall         | 1963–1969         | Ambasador         |
| Claës Ivar Wollin     | 1969–1976         | Ambasador         |
| Carl Johan Rappe      | 1976–1979         | Ambasador         |
| Knut Thyberg          | 1979–1984         | Ambasador         |
| Örjan Berner          | 1984–1987         | Ambasador         |
| Jean-Christophe Öberg | 1987–1991         | Ambasador         |
| Karl-Vilhelm Wöhler   | 1991–1996         | Ambasador         |
| Stefan Noreén         | 1996–2000         | Ambasador         |
| Mats Staffansson      | 2000–2005         | Ambasador         |
| Tomas Bertelman       | 2005–2008         | Ambasador         |
| Dag Hartelius         | 2008–2010         | Ambasador         |
| Staffan Herrström     | 2011–2015         | Ambasador         |
| Inga Eriksson Fogh    | 2015–2017         | Ambasador         |
| Stefan Gullgren       | 2017–2023         | Ambasador         |
| Andreas von Beckerath | od 2023           | Ambasador         |